# Факултет за машинство и грађевинарство Универзитета у Крагујевцу
Факултет за машинство и грађевинарство је високошколска установа Универзитета у Крагујевцу која се налази у Краљеву. Основан је 20. новембра 1960. године. Тренутни декан је проф. др Горан Марковић.

## Студијски програми
- Машинско инжењерство
- Грађевинско инжењерство
- Инжењерство заштите на раду
- Информационе технологије и системи